# Universitat Tecnològica de Chalmers
La Universitat Tecnològica de Chalmers (en suec, Chalmers tekniska högskola; abreujat Chalmers) és una universitat privada sueca situada a Göteborg. Es centra principalment en la investigació i educació en tecnologia, ciències naturals, arquitectura, marítima i altres àrees de gestió.

## Història
La universitat va ser fundada el 1829, després d'una donació de William Chalmers, un director de la Companyia Sueca de les Índies Orientals. Aquest va donar part de la seva fortuna per a la fundació d'una "escola industrial". Chalmers va funcionar com a institució privada fins al 1937, quan l'institut es va convertir en una universitat pública. El 1994, l'escola va ser incorporada com un aktiebolag (corporació), sota el control del govern de Suècia, la facultat i la unió estudiantil. Chalmers és una de les tres universitats de Suècia que porten el nom d'una persona, les altres dues són l'Institut Karolinska i la Universitat Linnaeus.

## Departaments
A partir l'1 de maig de 2017, Chalmers va passar a tenir 13 departaments:
1. Arquitectura i Enginyeria Civil
2. Biologia i Enginyeria Biològica
3. Química i Enginyeria Química
4. Comunicació i Aprenentatge en Ciència
5. Ciència i Enginyeria de la Computació
6. Enginyeria Elèctrica
7. Ciència Industrial i de Materials
8. Ciències Matemàtiques
9. Mecànica i Ciències Marítimes
10. Microtecnologia i Nanociència
11. Física
12. L'espai, la Terra i el Medi Ambient
13. Gestió de la Tecnologia i Economia

A més d'aquests, Chalmers acull sis centres nacionals de competència en camps clau com Modelització Matemàtica, Ciències Ambientals i de Seguretat de Vehicles (SAFER).

## Estudiants
Aproximadament el 40% dels enginyers i arquitectes graduats de Suècia són educats a Chalmers. Cada any, s'atorguen al voltant de 250 titulacions de postgrau, així com 850 títols de grau. Al voltant de 1.000 estudiants de postgrau assisteixen a programes de la universitat, i molts dels estudiants assisteixen a programes de màster en enginyeria i també en arquitectura. Des de 2007, tots els programes de màster són ensenyats en anglès per als estudiants nacionals i internacionals. Aquest va ser el resultat de l'adaptació al procés de Bolonya, el qual va començar l'any 2004 a Chalmers (com a primera universitat tècnica a Suècia). En l'actualitat, al voltant del 10% de la totalitat dels estudiants provenen de països estrangers, per assistir en un màster o un doctorat.
Al voltant de 2.700 estudiants també assisteixen als programes de Llicenciatura en Ciències d'Enginyeria, marina mercant, i altres cursos al Campus Lindholmen. Chalmers també comparteix alguns estudiants amb la Universitat de Göteborg en el projecte conjunt de la Universitat d'IT. La Universitat se centra exclusivament en la tecnologia de la informació i ofereix programes de grau i màster amb títols emesos des de Chalmers o de la Universitat de Göteborg, en funció del programa.
Chalmers confereix doctorats honoraris a persones fora de la universitat que mostren un gran mèrit en la seva investigació o en la societat.

## Alumnes destacats
- Gustaf Dalén, premi Nobel de Física
- Leif Johansson, exdirector general (CEO) de Volvo
- Leif Östling, exdirector general (CEO) de Scania AB
- Hans Stråberg, expresident i exdirector general d'Electrolux
- Peter Nordin, informàtic i emprenedor
- Sigfrid Edström, director d'ASEA, president del COI
- Carl Abraham Pihl, enginyer i director del primer ferrocarril de Noruega (Hovedbanen).
- Gert Wingårdh, arquitecte
- Margit Hall, primera dona arquitecte de Suècia
- Abraham Langlet, químic
- PewDiePie, l'usuari amb més subscribtors a YouTube
- Abbas Anvari, exrector de la Universitat Sharif de Tecnologia
- Christopher Ahlberg, informàtic i emprenedor
- Linn Berggren, artista i exmembre d'Ace of Base
- Claes-Göran Granqvist, físic
- Esteras Hillert, metal·lúrgic
- Ivar Jacobson, informàtic
- Erik Johansson, surrealista fotogràfica
- Olav Kallenberg, teòric de probabilitat
- Hjalmar Kumlien, arquitecte
- Ingemar Lundström, físic, president del Comitè Nobel de Física
- Carl Magnusson, dissenyador industrial i inventor
- Semir Mahjoub, home de negocis i empresari
- Åke Öberg, científic biomèdic
- Richard Soderberg, empresari, inventor i professor al Massachusetts Institute of Technology
- Ludvig Strigeus, informàtic i empresari
- Per Håkan Sundell, informàtic i empresari
- Jan Wäreby, home de negocis
- Jan Johansson, músic de jazz